# زينيل زاه
زينيل زاه (بالإنجليزية: Zynnell Zuh)‏، هي مُمثلة غانية.

## روابط خارجية
زينيل زاه على موقع IMDb (الإنجليزية)